# Beaver Homes
Beaver Homes (korábban Mooreville) az Amerikai Egyesült Államok északnyugati részén, Oregon állam Columbia megyéjében elhelyezkedő önkormányzat nélküli település.
Egykor itt volt a Columbia River Lumber and Fuel Co. székhelye, majd eszközeiket 1902 körül eladták a The Goble, Nehalem and Pacific Co-nak, akik minden épületet vörösre festettek; innen ered a település beceneve, a Red Town (vörös város).